# Мончегорски градски округ
Мончегорски градски округ (рус. Муниципальное образование городской округ город Мончегорск) општинска је административно-територијална јединица другог нивоа са статусом градског округа у централном делу Мурманске области, на крајњем северозападу европског дела Руске Федерације.
Административни центар округа је град Мончегорск.
Према проценама националне статистичке службе Русије за 2016. на територији округа живело је 46.205 становника, или у просеку око 13,59 ст/км², а по броју становника четврто је најнасељеније подручје у области.

## Географија
Мончегорски градски округ смештен је у централном делу Мурманске области. Обухвата територију површине око 3.400 км² и по том параметру налази се на 8. месту међу административним јединицама у области. Округ се граничи са територијама Кољског рејона на северу и северозападу, на истоку је Оленегорски, југу и југоистоку Апатитски округ, док је на југозападу територија Ковдорског рејона.
Језеро Имандра окружује територију Мончегорског округа са истока и југа, а идући у смеру запада надморске висине постепено расту. Основу рељефа чине брдско-планинска подручја обрасла планинском тундром и северном тајгом. У јужном делу округа налази се највише подручје у том делу области − Чунатундра − са максималном надморском висином од 1.114 метара. У северном делу се налазе Мончетундра са висином до 965 метара и Вучја тундра са висином од 955 метара. Крајњи западни део округа је нешто нижи и ту се налази Њавка тундра са максималним висинама од око 700 метара. Речна мрежа је доста густа, а бројне мање реке су доста брзе и богате водом. Највећи број река тече у смеру истока и југа ка Имандри, а значајније су Њавка (40 км), Вајкис (46 км) и Чуна (58 км). Поред Имандре друго по величини језеро на подручју округа је Горње вучије језеро површине 18 км².
Јужни и западни делови округа налазе се унутар граница Лапландског резервата биосфере, подручја које се од 1930. налази под строгом заштитом државе.

## Историја
Мончегорски градски округ као засебна јединица локалне самоуправе успостављен је „Законом о административној подели Мурманске области № 536-01-ЗМО”, од 1. децембра 2004. године.

## Демографија и административна подела
Према подацима са пописа становништва из 2010. на територији округа живело је укупно 47.975 становника, док је према процени из 2016. ту живело 46.205 становника, или у просеку око 13,59 ст/км². По броју становника Мончегорски округ се налази на четвртом месту у области, са уделом у укупној популацији области од 6,06%.
| 1959. | 1970. | 1979. | 1989. | 2002.  | 2010.  | 2016.   |
| ----- | ----- | ----- | ----- | ------ | ------ | ------- |
| ---   | ---   | ---   | ---   | 55.060 | 47.975 | 46.205* |

Напомена:* Према процени националне статистичке службе. 
У границама округа налази се свега три насељена места. Једино градско насеље је град Мончегорск, административни центар округа у ком живи око 43.000 становника. У границама округа налази се још и два насељена места смештена уз трасу железничке станице од Мончегорска ка Оленегорску.
Према статистичким подацима са пописа 2010. основу популације у округу чинили су етнички Руси са око 91%, а најбројније мањинске заједнице су били Украјинци (3%), Белоруси (1,5%) и Азери (са око 1,1%).

## Саобраћај
Град Мончегорск је повезан железницом са железничком станицом Оленегорск, и преко ње са железничким правцем Мурманск−Санкт Петербург. Кроз град пролази и деоница националног аутопута „Кола”.